# Gefle IF
Gefle IF, Gefle Idrottsförening, är en idrottsförening i Gävle i Sverige. Föreningen bildades den 5 december 1882 under namnet Gefle Sportklubb. Den 24 januari 1883 ändrades namnet till Gefle IF. Föreningen räknas därmed som Sveriges äldsta ännu existerande moderna idrottsförening. Den 6 oktober 2008 beslöt föreningens extra årsmöte att organisera om föreningen till en så kallad alliansförening med tre ingående föreningar, Gefle IF Fotboll, Gefle IF Friidrott och Gefle IF Allaktivitetshus Helges.

## Sektioner
- Budo
- Fotboll, se vidare Gefle IF Fotboll
- Friidrott
- Gång och vandring

## Meriter
Fyra världsrekord på stafettlöpning 4 x 1500 meter och 4 x 1 engelsk mil 1947-1949 (med (Olle Åberg, Gösta Bergkvist, Ingvar Bengtsson och Henry Eriksson).